# Ваздухопловна база Лакланд
Ваздухопловна база Лакланд (енгл. Lackland Air Force Base) насељено је место без административног статуса у америчкој савезној држави Тексас.

## Демографија
По попису из 2010. године број становника је 9.918, што је 2.795 (39,2%) становника више него 2000. године.
| Група             | 2000.         | 2010.         |
| Белци             | 4.222 (59,3%) | 6.871 (69,3%) |
| Афроамериканци    | 1.354 (19,0%) | 1.590 (16,0%) |
| Азијати           | 259 (3,6%)    | 180 (1,8%)    |
| Хиспаноамериканци | 981 (13,8%)   | 769 (7,8%)    |
| Укупно            | 7.123         | 9.918         |